# Izumbwe-Mpoli
L'Izumbwe-Mpoli est un volcan du Sud-Ouest de la Tanzanie situé à l'ouest-nord-ouest de la caldeira du Ngozi et composé de deux cônes mélanéphéliniques : l'Izumbwe et le Mpoli.